# Duftyt
Duftyt – minerał z rodziny arsenianów. Z chemicznego punktu widzenia jest zasadowym arsenianem ołowiu i miedzi. 
Nazwa pochodzi od nazwiska dyrektora kopalń w Tsumeb w Namibii – Gustawa Dufta.

## Właściwości
Krystalizuje w układzie jednoskośny lub rombowym. Rzadko wykształca kryształy o pokroju grubotabliczkowym. Spotykany zazwyczaj w formie szczotek kryształów, skupień kulistych, naciekowych, groniastych, zbitych, skorupowych i mikrokrystalicznych nalotów. Jest minerałem kruchym, przeświecającym do nieprzezroczystego, posiadającym szklisty bądź tłusty połysk. Jest izomorficzny z konichalcytem. Ma znaczenie głównie kolekcjonerskie.

## Występowanie
Jest minerałem wtórnym. Występuje w strefie utleniania kruszców ołowiu oraz miedzi. Towarzyszą mu najczęściej cerusyt, azuryt, wulfenit, piromorfit, chryzokola, mimetesyt, oliwenit, kalcyt, dolomit, smithsonit, kwarc, dioptaz, i aurichalcyt.

## Miejsce występowania
Jest minerałem bardzo rzadkim. Głównym miejscem występowania jest Tsumeb w Namibii. Znany również z Kumbrii i Kornwalii w Anglii. Jest spotykany w Australii, Maroku, Meksyku, Japonii, Hiszpanii, Austrii, Niemczech, Stanach Zjednoczonych (Arizona i Kolorado) i we Francji. W Polsce występuje na hałdach w Miedziance na Dolnym Śląsku.

## Galeria

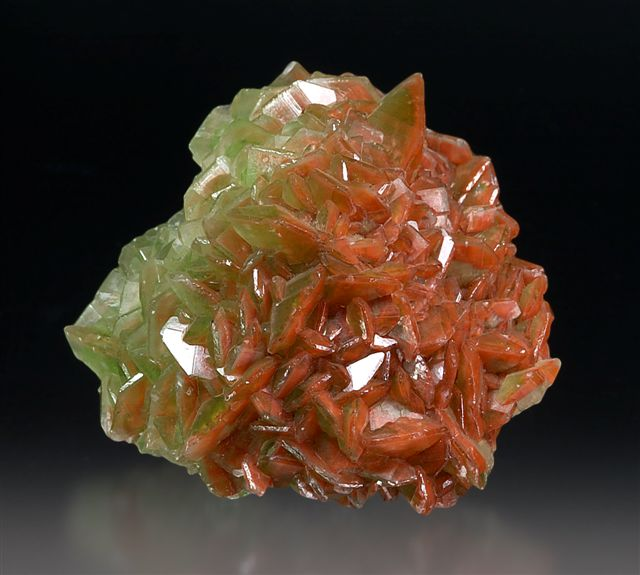
W towarzystwie kalcytu i hematytu z Tsumeb
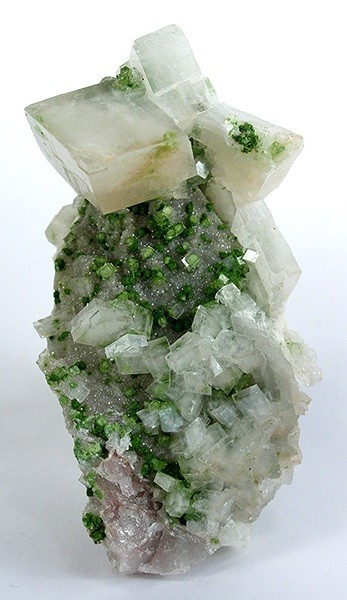
Z kalcytem z Namibii
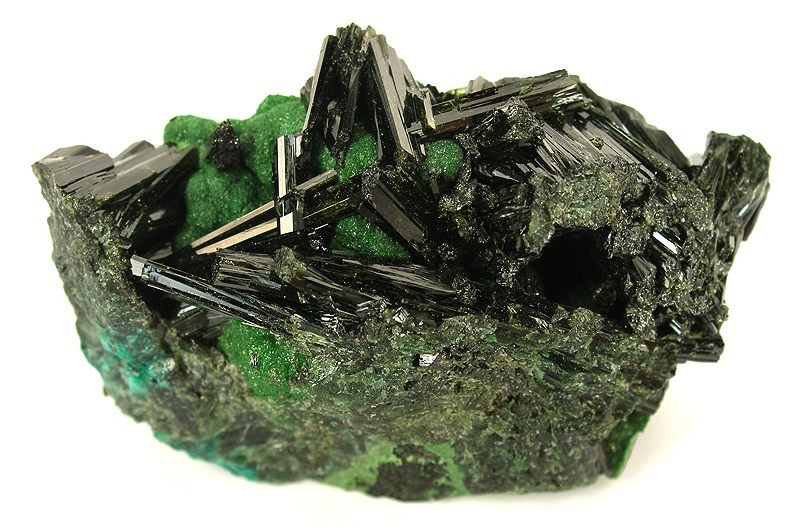
Z Oliwenitem z Namibii